# 西蒙納斯·比利斯
西蒙納斯·比利斯（1993年11月11日—）是一名立陶宛游泳運動員，曾獲得2016年世界短道游泳錦標賽男子100公尺自由式金牌和50公尺自由式銅牌。他也是男子50公尺、100公尺自由式長水道與短水道立陶宛全國紀錄保持者。

## 個人紀錄
| 項目          | 成績  | 賽事                                         |
| 50公尺自由式  | 21.71 | 2016年夏季奧林匹克運動會男子50公尺自由式比賽 |
| 100公尺自由式 | 48.64 | 2016年加拿大奧運及帕運選拔賽                 |

| 項目          | 成績  | 賽事                     |
| 50公尺自由式  | 21.15 | 2016年世界短道游泳錦標賽 |
| 100公尺自由式 | 46.58 | 2016年世界短道游泳錦標賽 |